# Надь, Гергё
Гергё Надь (венг. Nagy Gergő, родился 10 октября 1989 в Дунауйвароше, Венгрия) — венгерский хоккеист, центральный нападающий клуба «МАК Будапешт», выступающего в МОЛ Лиге.

## Карьера

### Клубная
Воспитанник школы команды «Альба Волан». В возрасте 18 лет дебютировал в составе австрийского клуба «Ред Булл» из Зальцбурга, в 2008 году вернулся на родину и начал играть за «Альба Волан» в Австрийской хоккейной лиге. Позднее стал выпадать из основного состава и сезон 2012/2013 провёл за «Мишкольци Эгешмедвек», позднее играл в чешском клубе «Нове-Замки». В США выступал сначала за «Чикаго Вулвз», а потом перешёл в «Каламазу Уингз».

### В сборной
В сборной Венгрии сыграл на чемпионате мира 2009 года в высшем дивизионе, проведя там три матча (венгры вылетели потом в Первый дивизион). Выступал в Первых дивизионах 2010 и 2013 годов.

## Достижения
- Чемпион Венгрии: 2009, 2010, 2011